# Pedro Augusto Franco, 1.º Conde do Restelo

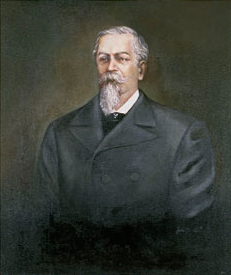
O 1.º Conde do Restelo

Pedro Augusto Franco, 1.º Conde do Restelo, (1833-1902) foi um farmacêutico e proprietário, presidente da Câmara Municipal de Belém durante muitos anos, presidente da Junta do Crédito Público, famoso influente eleitoral progressista, várias vezes Deputado por Belém, Par do Reino. A 17 de Fevereiro de 1887, foi feito Conde do Restelo.